# Barranco del Cercado de San Andrés
El Barranco del Cercado de San Andrés, también llamado simplemente Barranco del Cercado o Barranco de San Andrés, es un barranco de la vertiente sur del macizo de Anaga situado en la cuenca hidrográfica o valle de San Andrés, en la isla de Tenerife (Canarias, España).
Administrativamente se encuentra incluido en la localidad de San Andrés del municipio de Santa Cruz de Tenerife, y gran parte de su recorrido está protegido bajo el espacio del parque rural de Anaga.
Nace en las cumbres de Anaga, en la zona conocida como Hoya del Mato, y desemboca en el mar después de unirse al barranco de las Huertas, estando canalizado en su tramo final. En su desembocadura se forma una pequeña cala de arena negra conocida por los vecinos como El Cabezo.
En su margen derecha y junto a la desembocadura se ubica el núcleo de San Andrés, y a lo largo de todo su cauce se suceden tierras de cultivo y pequeños caseríos agrícolas. Próxima al barranco se halla la Playa de las Teresitas.
En el tramo medio del valle se encuentra un palmeral de palmera canaria de los más extensos de la isla.
Varios puentes cruzan el barranco del Cercado sobre todo en el tramo que pasa por el centro del núcleo urbano de San Andrés. Los más importantes son: el llamado Puente de Taganana que es parte de la carretera homónima, el puente vial que enlaza San Andrés con la Playa de las Teresitas y el puente o pasarela peatonal de hierro ubicada en la desembocadura del barranco del Cercado a la altura de la Avenida Marítima, destacado por su diseño en celosía y su llamativo color arcoíris.
Este barranco, conjuntamente con el de Las Huertas, ha provocado históricamente graves inundaciones en la localidad, testigo de las cuales es el propio Castillo de San Andrés, derruido en más de una ocasión por las aguas. Entre estos episodios recientes destaca sobremanera la riada del 31 de marzo de 2002. Las lluvias torrenciales que afectaron a Santa Cruz de Tenerife se extendieron hacia San Andrés provocando el desbordamiento de los barrancos, con la consecuente irrupción de las aguas en el núcleo. Los daños materiales fueron cuantiosos. Las lluvias del 1 de febrero de 2010 también produjeron algunos desperfectos, aunque mucho menores que en otras localidades de Anaga como María Jiménez o Taganana.